# Roderick Chisholm (sportowiec)
Roderick Chisholm (ur. 19 czerwca 1974 w Londynie) – australijski wioślarz, reprezentant Australii w wioślarskiej czwórce bez sternika wagi lekkiej podczas Letnich Igrzysk Olimpijskich w Pekinie.

## Osiągnięcia
- Mistrzostwa Świata – Monachium 2007 – czwórka bez sternika wagi lekkiej – 7. miejsce[1].
- Igrzyska Olimpijskie – Pekin 2008 – czwórka bez sternika wagi lekkiej – 9. miejsce[1].